# Église Saint-Nicolas de Vršovice
Pour les articles homonymes, voir Église Saint-Nicolas.
L’église Saint-Nicolas (Kostel svatého Mikuláše)  de Vršovice est une église située à Prague en République tchèque.
Les origines de l'église remontent au XIe siècle bien que la façade du bâtiment de style baroque a été construite dans les XVIIIe et XIXe siècles.